# Thyas
Thyas (лат.) — род таксон бабочек из семейства Erebidae. Задние крылья и брюшко у взрослых бабочек ярко окрашены: в жёлтый или красный цвета с контрастными чёрными или коричневыми полосами и пятнами. У двух видов — пухокрылой совки (Thyas juno) и Thyas javanica — на задних крыльях также присутствуют голубые перевязи. Подкраевая линия переднего крыла отстоит от края дальше, чем у совок из близких родов; часто она менее чёткая, чем другие линии на крыле. Другая характерная черта представителей также касается окраски переднего крыла: находящееся у его переднего края почковидное пятно увеличено. Согласно ревизии 1989 года, в роде насчитывают 20 видов, которые распространены преимущественно в Индомалайской зоне и Австралазии. Ареал пухокрылой совки также заходит в Палеарктику, где эти бабочки встречаются вплоть до юга Дальнего Востока России.

## Классификация
- Thyas arcifera (Hampson, 1913)
- Thyas coronata (Fabricius, 1775)
- Thyas honesta Hübner, 1824
- Thyas javanica (Gaede, 1917)
- Thyas juno (Dalman, 1823)
- Thyas metaphaea (Hampson, 1913)
- Thyas miniacea (Felder & Rogenhofer, 1874)

## Галерея
- Крылья и брюшко Thyas coronata. На переднем крыле различимо укрупнённое почковидное пятно.
- Thyas coronata крупным планом.